# Хазенпфлуг, Карл
Георг Карл Адольф Хазенпфлуг (нем. Georg Carl Adolph Hasenpflug; 23 сентября 1802, Берлин — 13 апреля 1858, Хальберштадт) — немецкий художник и график XIX столетия.

## Биография
Родился в семье сапожника, и в юности обучался ремеслу своего отца. В 1820 году начинает обучение как театральных художник в мастерской Карла Гропиуса в Берлине, здесь же знакомится с выдающимся немецким скульптором и архитектором Карлом Фридрихом Шинкелем. С этого момента К.Хазенпфлуг занимается преимущественно «архитектурным» жанром в живописи. Пользуется покровительством и поддержкой короля Пруссии Фридриха Вильгельма III, работает также в Берлинской художественной академии.
Покинув Берлин, художник живёт и работает в Лейпциге, а с 1830 года — в Хальберштадте. Пользовался большим успехом в избранной им области живописи, так как в своих работах добивался тщательного и детального сходства с изображаемыми им объектами. Наиболее часто изображал церковные строения; как правило, это были заказные работы. Среди лучших из них — изображения соборов с Магдебурге, Эрфурте, Хальберштадте, Бранденбурге-на-Хавеле. В 1832—1836 годы Хазенпфлуг работает над заказами в Кёльне, и здесь знакомится с Карлом Фридрихом Лессингом, внучатым племянником и однофамильцем знаменитого немецкого драматурга-романтика. Благодаря этой дружбе и под влиянием этого живописца, его художественный стиль меняется в сторону более романтического отображения. Так появляются зимние пейзажи в сочетании со средневековыми руинами, замками и капеллами.
В одном ряду с Эдуардом Гертнером, Иоганном Эрдманом Хуммель и Иоганном Хинце Карл Хазенпфлуг является одним из крупнейших представителей «архитектурного» стиля в немецкой живописи. Имя художника носят улицы в Магдебурге и Хальберштадте.

## Галерея

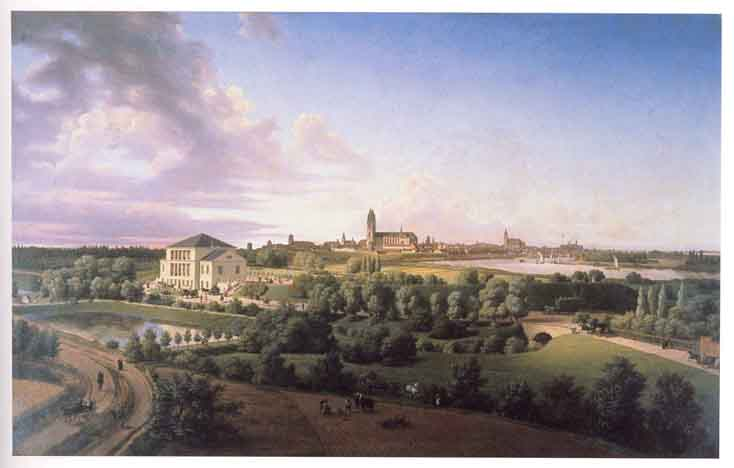
Магдебург, вид с юго-востока, 1831
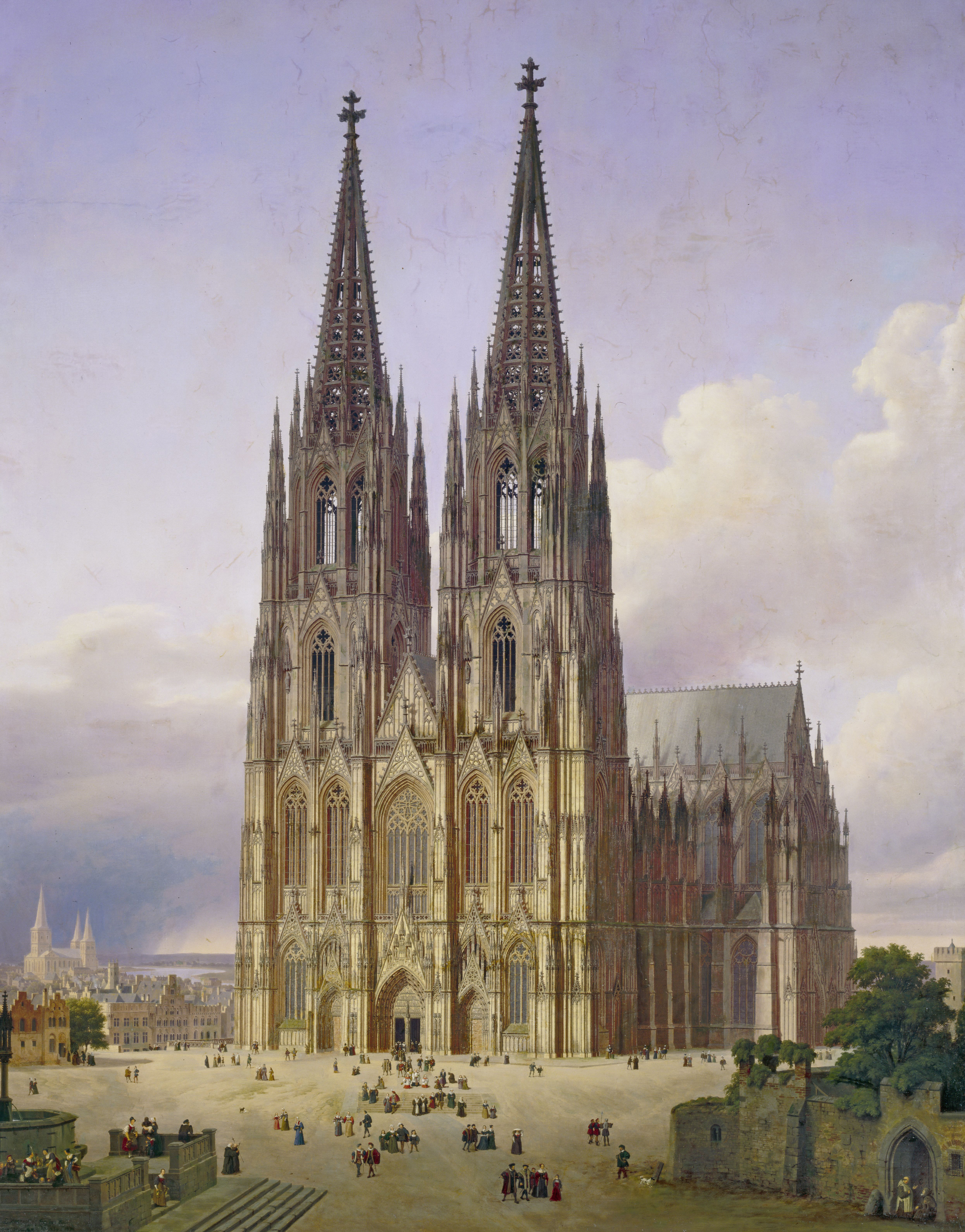
Кёльнский собор, 1834–1836
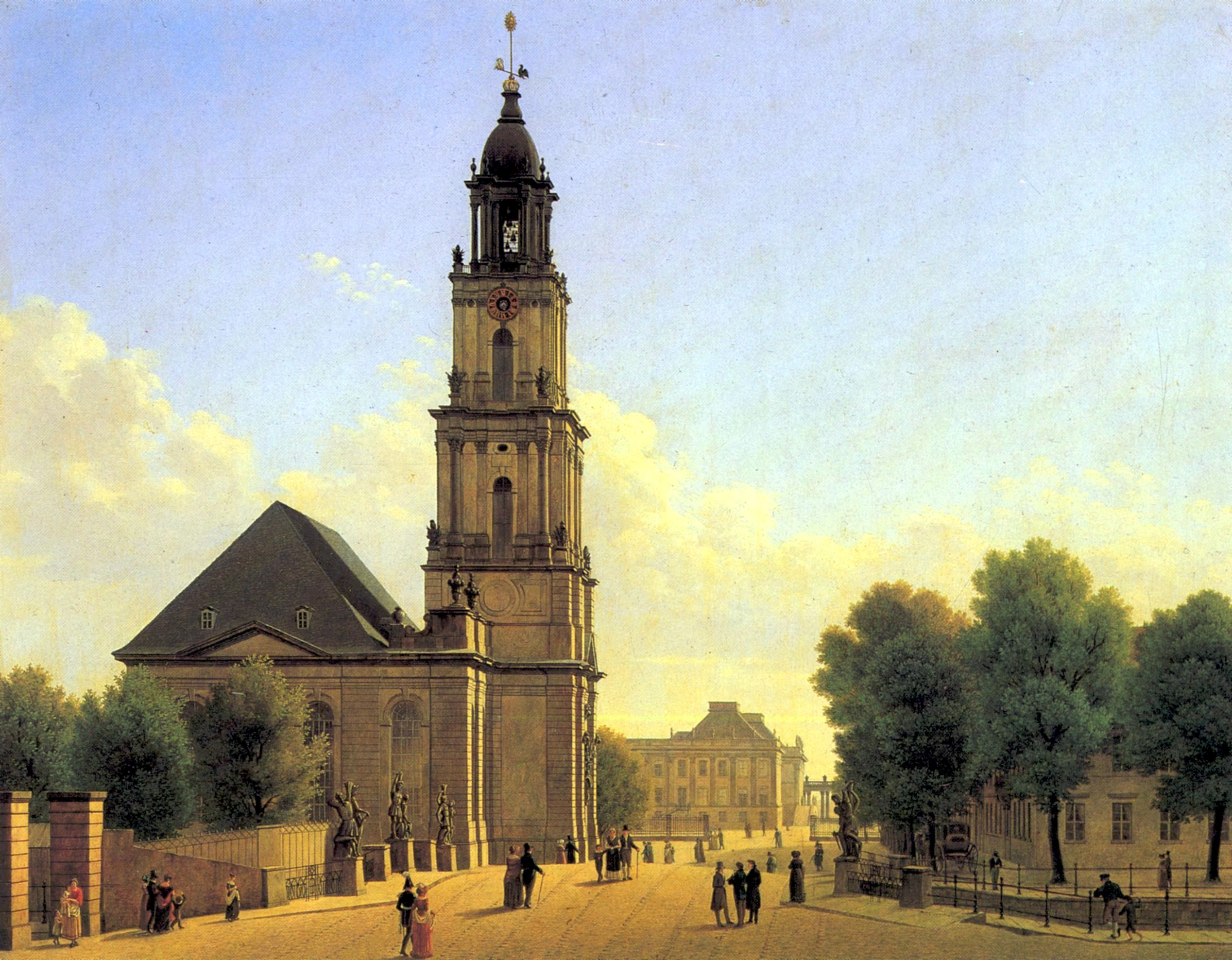
Гарнизонная церковь в Потсдаме, 1827
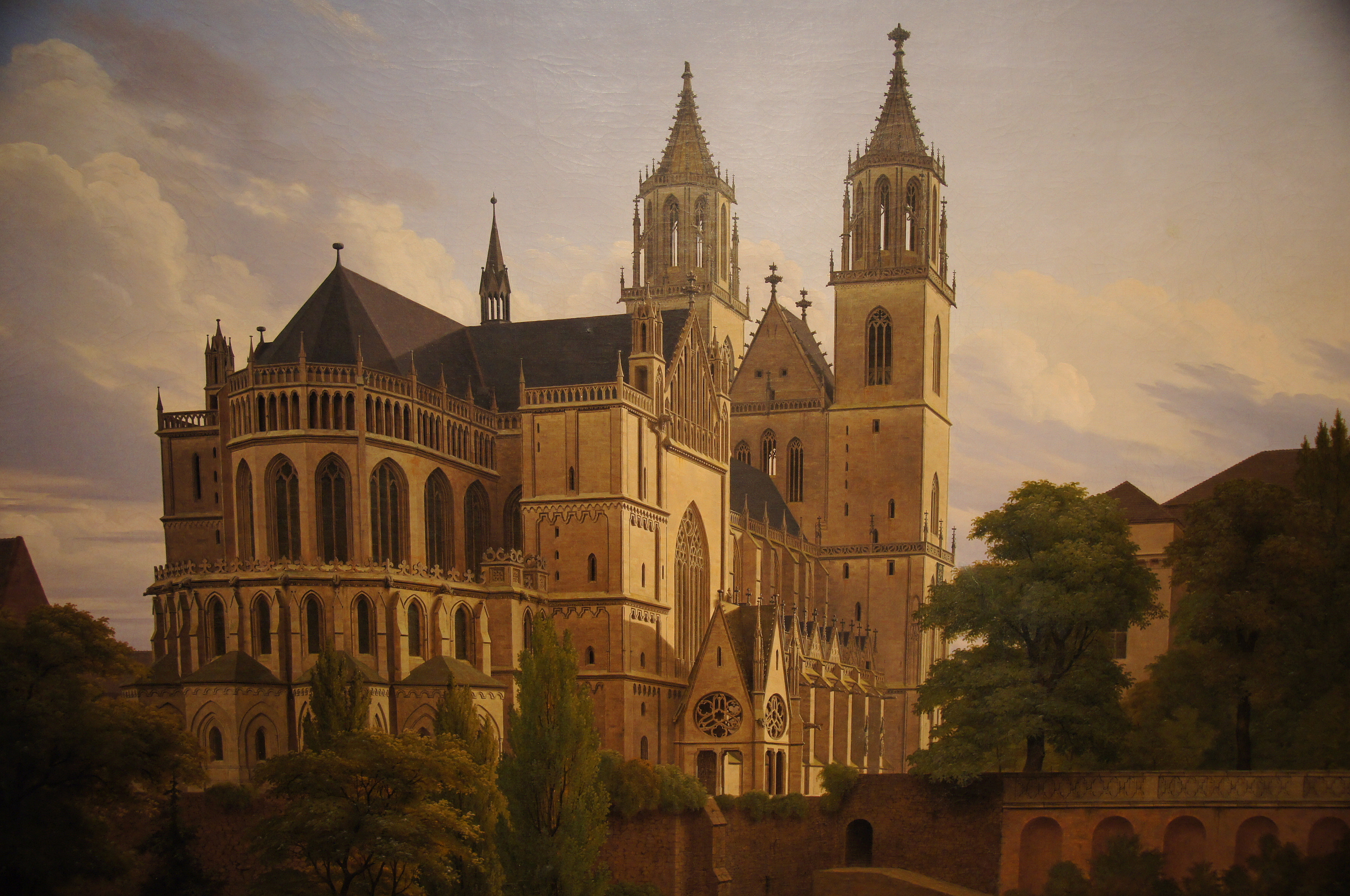
Магдебургский собор, 1828
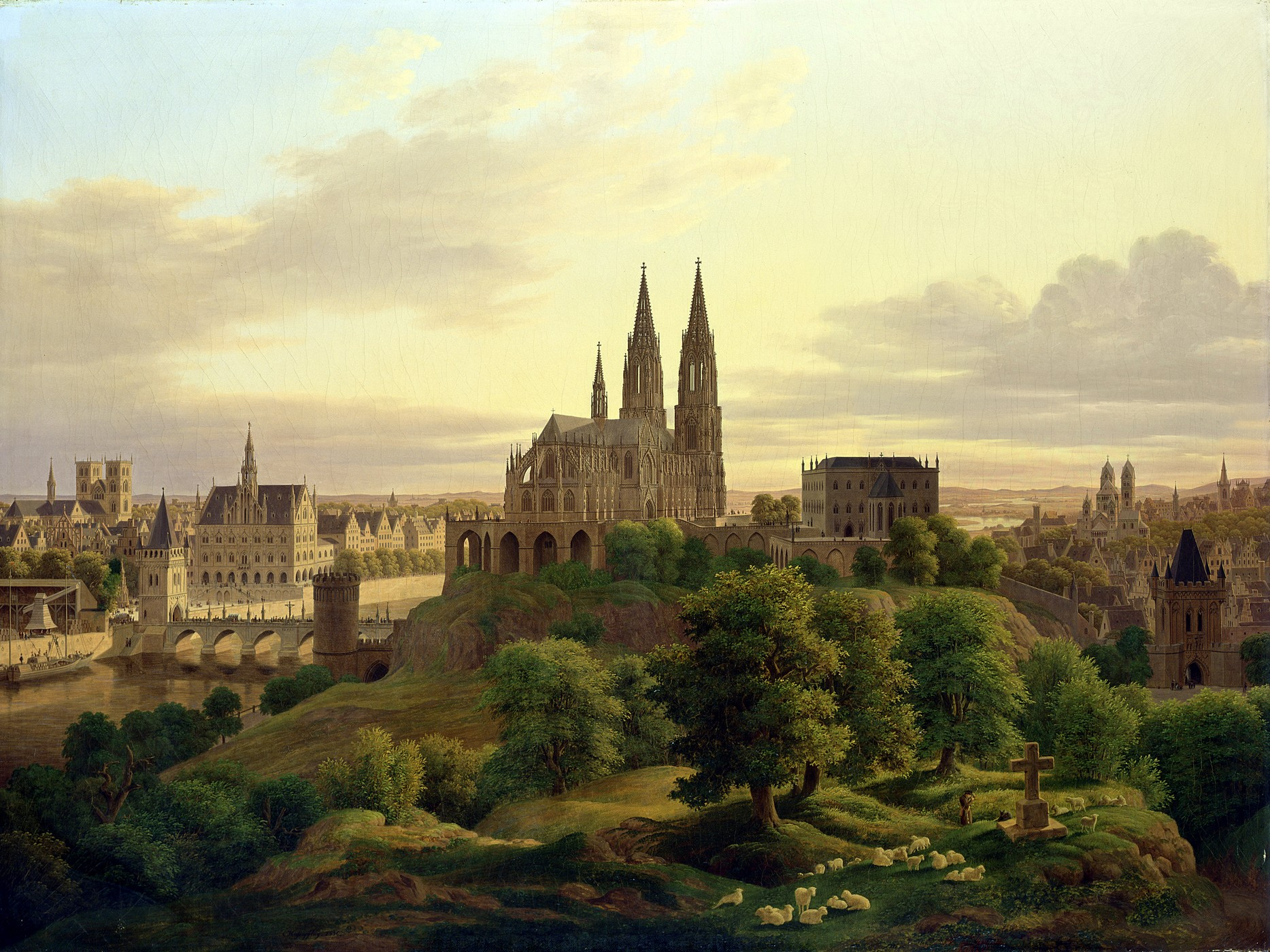
Средневековый город, 1830
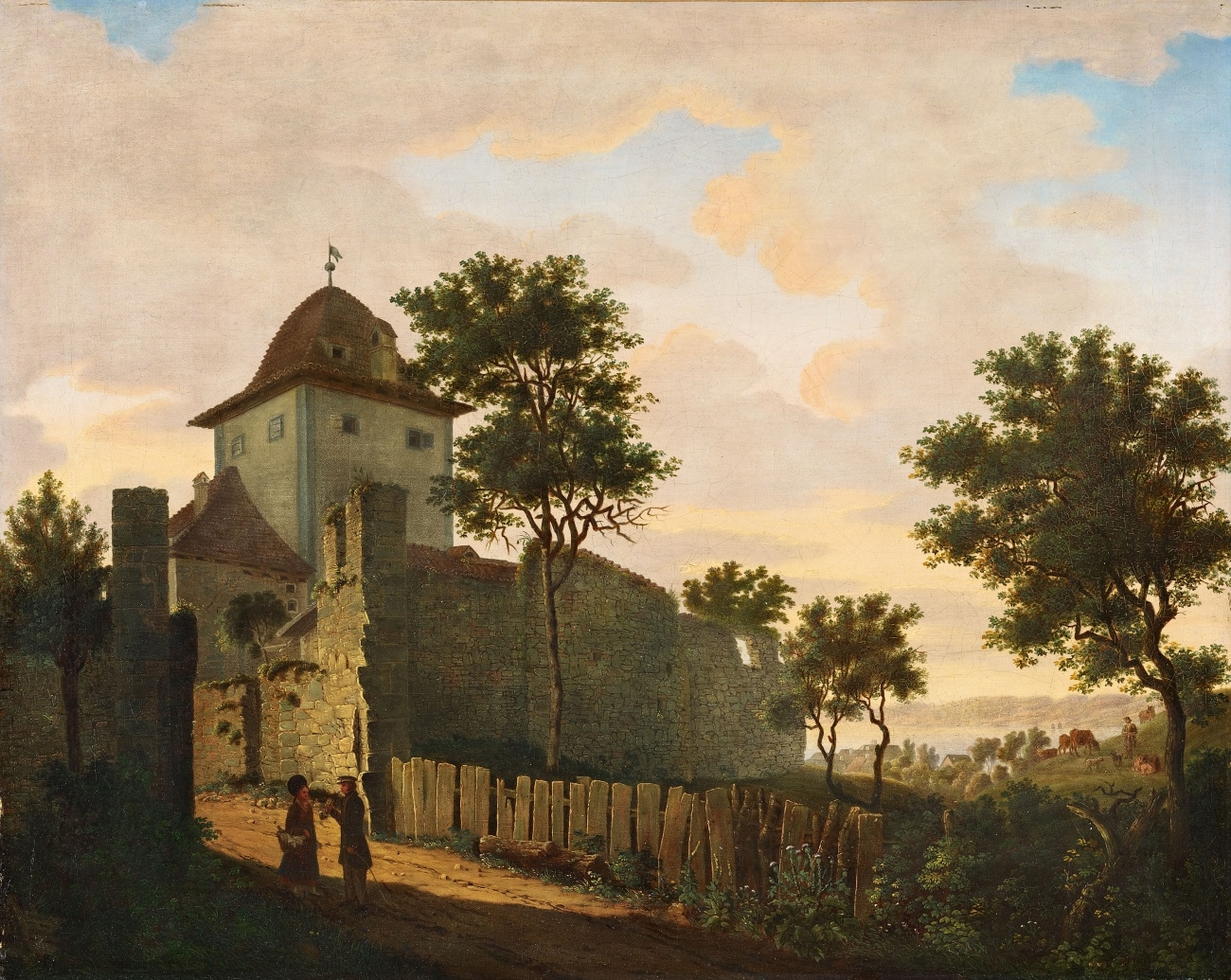
Городская башня Юберлингена, ок. 1824